# Protermes
Protermes es un género de termitas  perteneciente a la familia Termitidae que tiene las siguientes especies:
1. Protermes hirticeps
2. Protermes minimus
3. Protermes minutus
4. Protermes mwekerae
5. Protermes prorepens